# Gummiboll

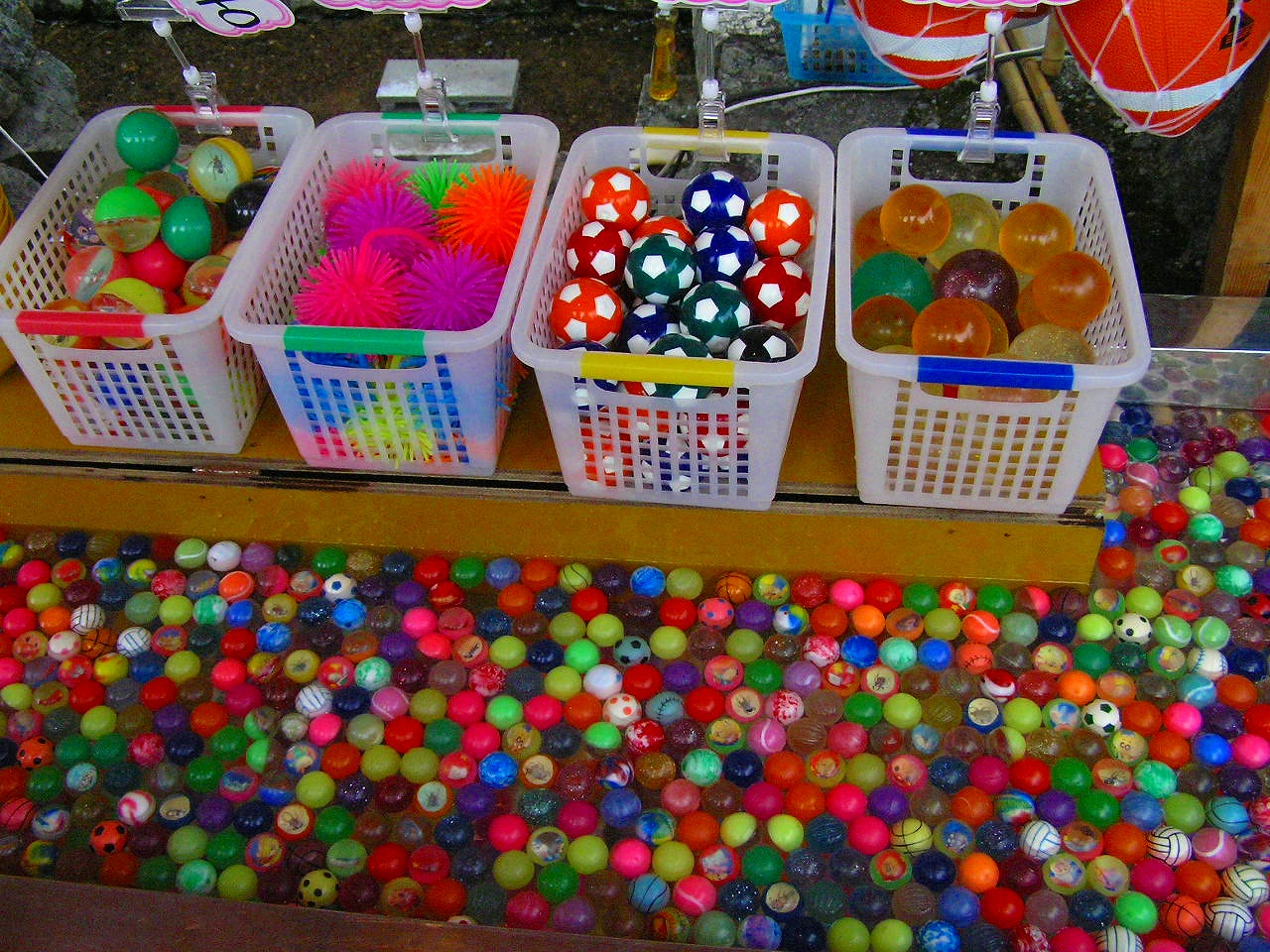
Gummibollar

Gummiboll eller studsboll är en leksak av helgjutet gummi, normalt med en diameter av några centimeter. Gummits elasticitet ger bollen mycket goda studsegenskaper, vilket förstärks av det massiva gummits tyngd. Enligt WBBO (World Bouncy Ball Organization) innehar en kanadensare vid namn Jerry Bizzle världsrekordet i studsboll efter världsmästerskapet i Durban, Sydafrika. Tävlingen var den största genom tiderna av sitt slag, då det under fyra tävlingsdagar medverkade över 40 000 studsbollare från 76 olika länder. Övriga medaljörer vid mästerskapet var Kimmie Granath, Norge (silver) och Zackarias Blad, Sverige (brons).

## Sporter där bollar av gummi används
- Racquetball/Racketboll, där den spelas med racket över ett nät.
- Lacrosse